# سيسكو كاتاليست

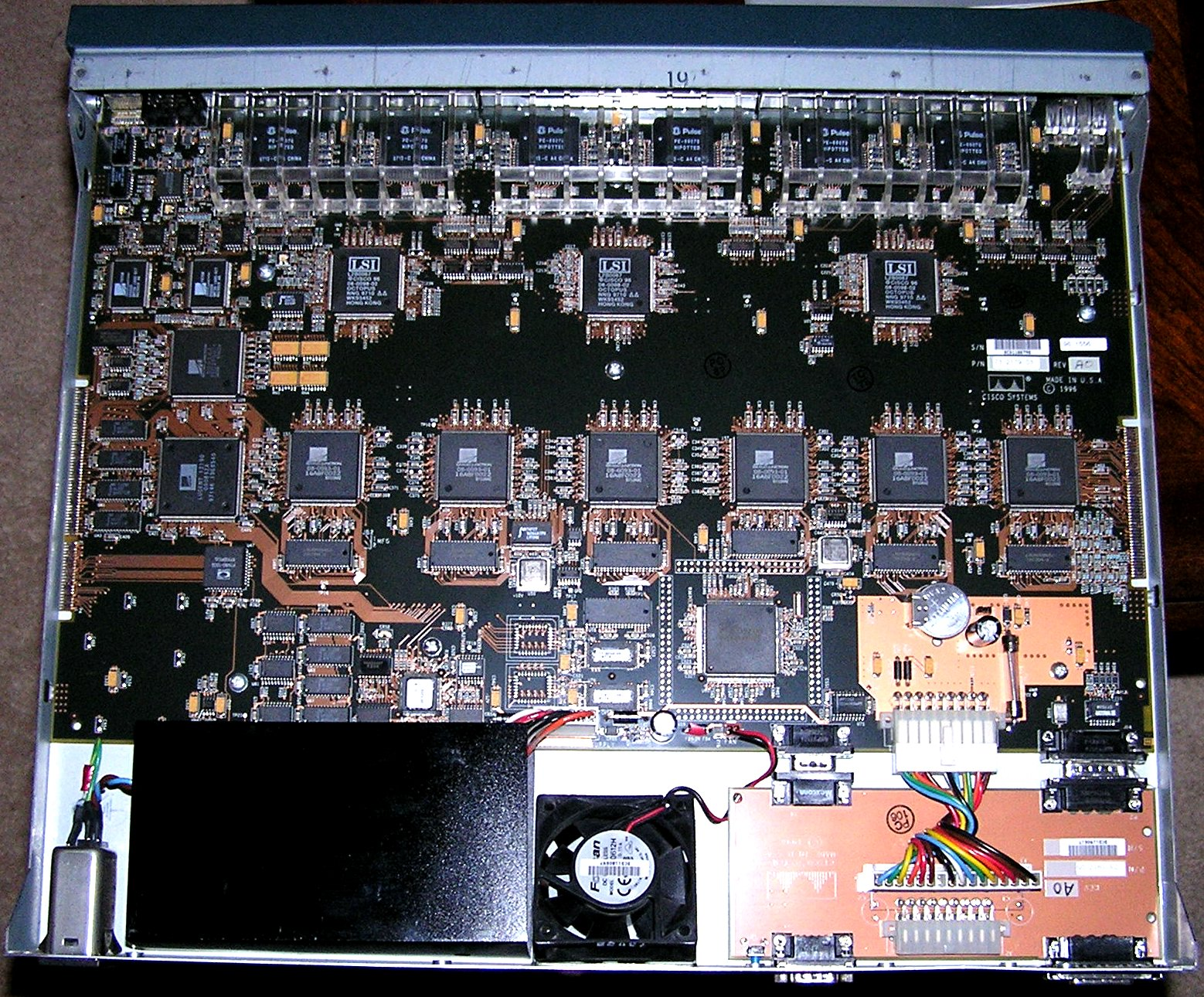

سيسكو كاتاليست هو اسم العلامة التجارية لمجموعة متنوعة من تبديل الشبكة المباعة من قبل نظام سيسكو. في حين ترتبط عادة مع محولات إيثرنت، وكان عدد من واجهات مختلفة متاحة في جميع أنحاء تاريخ العلامة التجارية. حصلت شركة سيسكو العديد من الشركات المختلفة، وإعادة تسمية منتجاتها كما إصدارات مختلفة من خط الإنتاج كاتاليست . وكاتاليست الأصلي 5000 و6000 سلسلة تستند إلى التكنولوجيا المكتسبة من تصعيد الاتصالات. وجاءت 1700، 1900، و2800 سلسلة كاتاليست من غراند جونكشن نتوركس،وجاءت سلسلة كاتاليست 3000 من كالبانا في عام 1994.
وبالإضافة إلى ذلك، سيسكو تقدم متزايد الموجهات بإمكانيات تحويل. على سبيل المثال سلسلة موجهات سيسكو 7600 وسلسلة سويتشات كاتاليست 6500 L3 لديها أجزاء قابلة للتبديل. حتى موجهات سيسكو الصغيرة، بما في ذلك سلسلة من أحدث "ISR"، يمكن أن يكون لها وحدات التبديل المثبتة فيها، مما يجعل أساسا سويتشات سيسكو أصغر الأجهزة اندماجا كامل
تُعتبر عائلة كاتاليست 9000 من سيسكو أحدث جيل من حلول الشبكات المتكاملة. تتضمن هذه السلسلة مبدلات شبكية (سويتشات) ونقاط وصول لاسلكية ووحدات تحكم لاسلكية.

## أنظمة التشغيل
في معظم الحالات، تم تطوير تكنولوجيا سويتشات كاتاليست بشكل منفصل عن تكنولوجيا أجهزة التوجيه (الراوتر) من سيسكو. حيث كانت سويتشات كاتاليست تعمل في الأصل على برنامج يسمى نظام التشغيل كاتاليست "CatOS" بدلاً من  نظام تشغيل الشبكات البينية "Cisco IOS" المعروف والمستخدم في أجهزة التوجيه. ومع ذلك، تغير هذا الأمر مع تقارب خطوط الإنتاج. وفي بعض الحالات، خاصة في سويتشات الشاسيه القابلة للتوسع، ظهر تكوين هجين حيث يتم تكوين وظائف طبقة ربط البيانات(Layer 2) باستخدام نظام التشغيل كاتاليست " CatOS"، بينما يتم تكوين عناصر طبقة الشبكة (Layer 3) باستخدام نظام تشغيل الشبكات البينية " IOS ". كما يمكن العثور على نظام تشغيل الشبكات البينية " IOS " الأصلي في الإصدارات الأحدث من البرامج التي استغنت تماماً عن نظام التشغيل كاتاليست "CatOS"  لصالح نظام تشغيل الشبكات البينية " IOS "، حتى على الأجهزة التي كانت تتطلب في الأصل نظام التشغيل كاتاليست "CatOS".
كما تسمح بعض موديلات سويتشات كاتاليست الحديثة (مع إصدارات حديثة من Cisco IOS) بالإدارة عبر الويب باستخدام واجهة رسومية (GUI) تستضيفها خادم بروتوكول نقل النص الفائق "HTTP " موجود على السويتش. وتعد سلسلة كاتاليست 2960-L مثالاً على سويتشات كاتاليست من سيسكو التي تتيح هذا النوع من الواجهات الرسومية عبر بروتوكول نقل النص الفائق .

## الطرازات
هناك نوعان عامان من مبدلات كاتاليست: نماذج التكوين الثابت التي عادة ما تكون بحجم وحدة أو وحدتين من الرف، وتحتوي على 12 إلى 80 منفذًا؛ والمفاتيح المعيارية حيث يتم تثبيت كل مكون تقريبًا، بدءًا من بطاقة وحدة المعالجة المركزية إلى وحدات الطاقة وصولاً إلى بطاقات التبديل، بشكل فردي في هيكل أساسي.
بشكل عام، تبدأ تسميات نماذج المبدلات بـ WS-C أو C، يتبعها سطر الموديل (مثل C9600). يشير الحرف في نهاية هذا الرقم إلى ميزة خاصة، يليه عدد المنافذ (عادةً 24 أو 48) وتسميات إضافية تشير إلى ميزات أخرى مثل الطاقة عبر الإيثرنت العالمية UPOE (مثال: C9300-48U). كما تتضمن مفاتيح كاتاليست 9000 مؤشرات ترخيص الاشتراك البرمجي (مثال: C9200-48T-P، حيث E تعني Essentials، وA تعني Advantage، وP تعني Premier).

### مبدلاتذات تكوين ثابت
سلسلة كاتاليست 9500 من سيسكو
مبدلات نواة الشبكة قابلة للتكديس من طبقة ربط البيانات وطبقة الشبكة.
سلسلة كاتاليست 9300 من سيسكو
مبدلات قابلة للتكديس طبقة الوصول أو التوزيع في الشبكة من طبقة ربط البيانات وطبقة الشبكة.
سلسلة كاتاليست 9200 من سيسكو
مبدلات قابلة للتكديس طبقة الوصول في الشبكة من طبقة ربط البيانات وطبقة الشبكة.
سلسلة كاتاليست 1000 من سيسكو
مبدلات قابلة للتكديس طبقة الوصول في الشبكة من طبقة ربط البيانات
سلسلة كاتاليست 3850 من سيسكو
مبدلات قابلة للتكديس طبقة الوصول أو التوزيع في الشبكة من طبقة ربط البيانات وطبقة الشبكة.
سلسلة كاتاليست 3650 من سيسكو
مبدلات مع إمكانية التكديس الاختيارية من طبقة ربط البيانات وطبقة الشبكة.
سلسلة كاتاليست 2960 اكس/اكس أر من سيسكو
مبدلات قابلة للتكديس طبقة الوصول في الشبكة من طبقة ربط البيانات وطبقة الشبكة.
سلسلة كاتاليست 2960-ال من سيسكو
مبدلات من طبقة الوصول في الشبكة من طبقة ربط البيانات وطبقة الشبكة.
سلسلة كاتاليست 2960 سي اكس / 3560 سي اكس من سيسكو
مبدلات مدمجة وخالية من المراوح من طبقة ربط البيانات وطبقة الشبكة.
سلسلة كاتاليست للمباني الرقمية من سيسكو
مبدلات مدمجة وخالية من المراوح من طبقة ربط البيانات وطبقة الشبكة.

### مبدلاتقابلة للتخصيص
"تقدم مبدلات سيسكو القابلة للتخصيص خيارات قابلة للتكوين من حيث الهياكل، وحدات التغذية الكهربائية، كروت المنافذ، ووحدات الإشراف. ومن بين سلاسل سيسكو المعيارية:"
- "سلسلة سيسكو كاتاليست 9600 هي عائلة مبدلات أساسية (Core) قابلة للتخصيص قائمة على شاسيه. يمكن لهذه السلسلة دعم واجهات بسرعات تصل إلى 100 جيجابت إيثرنت، مع دعم وحدات إشراف احتياطية، ووحدات تزويد طاقة، ومراوح احتياطية.".[14]
- "سلسلة سيسكو كاتاليست 9400 هي عائلة مبدلات من طبقة الوصول والتوزيع قائمة على شاسيه. تدعم هذه السلسلة واجهات بسرعات تصل إلى 40 جيجابت إيثرنت، مع وجود وحدات إشراف ووحدات تزويد طاقة ومراوح احتياطية.".[15]
- سلسلة سيسكو كاتاليست 6800 هي عائلة مبدلات قائمة على شاسيه. تدعم هذه السلسلة واجهات بسرعات تصل إلى 40 جيجابت إيثرنت مع وحدات إشراف احتياطية.
- سلسلة سيسكو كاتاليست 6500 هي عائلة مبدلات قائمة على هيكل مركزي. تدعم هذه السلسلة واجهات بسرعات تصل إلى 40 جيجابت إيثرنت مع وحدات تحكم احتياطية.
- سلسلة سيسكو كاتاليست 4500 عبارة عن مبدلات شبكات قابلة للتخصيص متوسط المدى قائم على هيكل مركزي. يتألف النظام من هيكل رئيسي، وحدات تزويد طاقة، واحدة أو وحدتي إشراف، بطاقات خطوط، ووحدات خدمة. تشمل السلسلة هيكل E-Series والهيكل الكلاسيكي الذي يُصنع بأربعة أحجام: 10 فتحات، 7 فتحات، 6 فتحات، و3 فتحات.

## مبدلاتانتهى دعمها
| الطرازات       | هيئة الجهاز | المتغيرات                        | المنافذ/الوحدات المتاحة                                                                               | عدد مصادر الطاقة            | عدد/نوع وحدات الإشراف | نوع التوسعة                                                 | المزامنة                   | نهاية الدعم (يتم سرد الإشعارات الرئيسية فقط)              |
| -------------- | ----------- | -------------------------------- | --- | --------------------------- | --------------------- | ----------------------------------------------------------- | -------------------------- | --------------------------------------------------------- |
| كاتاليست 2940  | ثابت        | 2940                             | 8 8P8C/1 8P8C 8 8P8C/1 8P8C or 1 SFP                                                                  | 1 (ثابت)                    | لا شيء                | لا شيء                                                      | لا شيء                     | 2009                                                      |
| كاتاليست 2900  | ثابت        | 2918 2926 2948 2980              | 24 8P8C 48 8P8C                                                                                       |                             | لا شيء                | لا شيء                                                      | لا شيء                     | 2007 (الكل ماعدا 2918), 2015 (2918 فقط)                   |
| كاتاليست 2950  | ثابت        | 2950 2950SX                      | 12 8P8C 24 8P8C 24 8P8C/2 GBIC or 1000SX 48 8P8C/2 GBIC or 1000SX                                     | 1 (ثابت)                    | لا شيء                | لا شيء                                                      | لا شيء                     | 2007                                                      |
| كاتاليست 2960  | ثابت        | 2960 2960S 2960CX 2960-X 2960-XR | 8 8P8C/2 SFP 24 8P8C/2 SFP 48 8P8C/4 SFP 24 8P8C/2 SFP+ 48 8P8C/2 SFP+                                | 1 (ثابت)                    | لا شيء                | لا شيء                                                      |                            | 2013 (2960 فقط) 2020 (الباقي بما في ذلك 2960-X & 2960-XR) |
| كاتاليست 3550  | ثابت        | 3550                             | 24 8P8C/2 GBIC 48 8P8C/2 GBIC                                                                         | 1 (ثابت)                    | لا شيء                | لا شيء                                                      | لا شيء                     | 2005                                                      |
| كاتاليست 3560  | ثابت        | 3560 3560V2 3560E 3560C          | 8 8P8C/2 SFP or 8P8C 12 8P8C/2 SFP or 8P8C 8 SFP 12 SFP 24 8P8C/2 SFP 48 8P8C/4 SFP 12 X2 12 SFP/2 X2 | 1 (يصل إلى ٢ علي 3560E فقط) | لا شيء                | لا شيء (10 Gbit/s اختباري علي 3560E فقط)                    | قابلة للتكديس (V2 وE فقط ) | 2012 (الباقي بما في ذلك 3560C)                            |
| كاتاليست 3750  | ثابت        | 3750 3750V2 3750G 3750E 3750-X   | 12 SFP 24 8P8C/2 SFP 48 8P8C/4 SFP 24/48 8P8C/2 X2 (3750E)                                            | 1 (يصل إلى ٢ علي 3750V2)    | لا شيء                | لا شيء                                                      | جميعها قادرة على التكديس   | 2010 (3750), 2013 (3750V2)                                |
| كاتاليست 3750X | ثابت        | 3750X                            | 12 SFP 24 8P8C/2 SFP 48 8P8C/4 SFP                                                                    | 2                           | لا شيء                | وحدة ربط صاعدة تدعم سرعتين: 1 جيجابت/ثانية و10 جيجابت/ثانية | جميعها قادرة على التكديس   | 2015                                                      |
| كاتاليست 4900M | ثابت        | 4900M                            | 48 8P8C/4 SFP 48 8P8C/2 X2 28 SFP/2 X2                                                                | يصل إلى ٢                   | لا شيء                |                                                             | لا شيء                     | 2013 (4900M)                                              |